# Jürgen Fuchs (Physiker)
Jürgen Fuchs (* 19. Mai 1957 in Baden-Baden) ist ein deutscher Physiker der theoretischen Physik.
Fuchs wurde 1985 an der Universität Heidelberg promoviert. Als Post-Doc war er an der Princeton University. 1992 war er am CERN (und nochmals 1998/99) und am NIKHEF in Amsterdam. 1997/98 war er am Max-Planck-Institut für Mathematik in Bonn und 1999 an der ETH Zürich. Seit 2000 ist er Professor an der schwedischen Universität Karlstad. Er war unter anderem Gastwissenschaftler an der Universität Hamburg, am Erwin-Schrödinger-Institut für Mathematische Physik, an der Universität Paris VI und der Universität Oslo.
Fuchs befasst sich mit mathematischer Physik, insbesondere mit konformer Feldtheorie und unendlich dimensionalen Liealgebren (Kac-Moody-Algebren), worüber er zwei Monographien schrieb.
1992 bis 1997 war er Heisenberg-Stipendiat der Deutschen Forschungsgemeinschaft.

## Schriften
- Affine Lie algebras and quantum groups: An Introduction with applications to conformal field theory, Cambridge Monographs in Mathematical Physics, Cambridge University Press 1995
- mit Christoph Schweigert: Symmetries, Lie algebras and representations, Cambridge University Press 1997